# Rumelihisarı (Sarıyer)
Rumelihisarı è una mahalle del comune e distretto di Sarıyer, nella provincia di Istanbul, in Turchia.  Si trova sul lato europeo di Istanbul. Il quartiere è famoso per la sua fortezza medievale, Rumelihisarı, costruita da Mehmed II tra il 1451 e il 1452.

## Ubicazione
Amministrativamente, si trova fra Baltalimanı (a nord), Fatih Sultan Mehmet (a nord-ovest), Etiler, un quartiere del distretto di Beşiktaş (a ovest) Bebek, anche appartenente a Beşiktaş (a sud), e lo Stretto del Bosforo (a est).

## Monumenti e luoghi d'interesse
- Fortezza di Rumelihisarı;
- Yalı di Tophane Müşiri Zeki Pascià, opera di Alexandre Vallaury;
- Perili Köşk, uno Yalı sul Bosforo, che ospita un museo di arte contemporanea;